# Prototyp

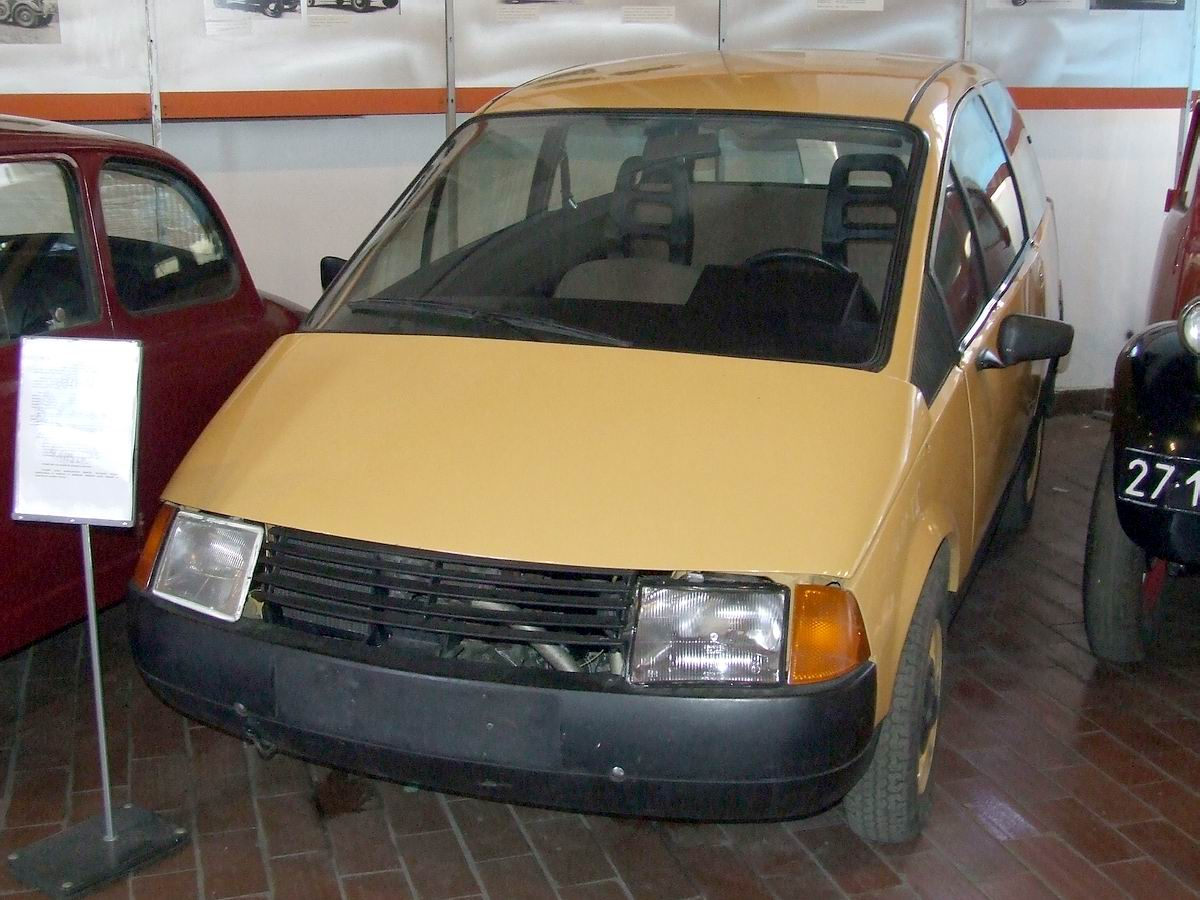
Prototyp samochodu FSM Beskid 106

Prototyp – pierwotne, najwcześniejsze urządzenie, obwód lub program komputerowy zaprojektowany i zbudowany w celu zademonstrowania zdolności do budowy urządzenia docelowego. Podczas budowy prototypu inżynierowie wprowadzają pierwszy raz w życie swoje nowe pomysły. Jeżeli uda się zbudować działający prototyp, można przystąpić do budowy finalnego urządzenia. Często podczas projektowania niektóre rzeczywiste zjawiska związane z konstrukcją zostają pominięte. Prototyp pozwala na odkrycie ich nieznanego wpływu i wprowadzenie korekt. Jeżeli pierwszy prototyp nie jest udany, to buduje się kolejne, aż do uzyskania urządzenia spełniającego założenia. Prototyp może fizycznie bardzo różnić się od ostatecznego urządzenia, jeżeli zamierza się sprawdzić tylko pewną jego cechę. Ujawnione w trakcie testów stoczniowych i służby wady konstrukcyjne okrętu prototypowego, są sukcesywnie poprawiane w kolejnych jednostkach danego typu.

## Prototyp (odwzorowanie)
Prototyp – ścisłe odwzorowanie zaprojektowanego wyrobu zgodnie z dokumentacją. Służy jako wzorzec doświadczalny, odtwarzający pełny zakres funkcjonalny wyrobu w celu weryfikacji poprawności opracowań teoretycznych dla danej konstrukcji. Jest charakterystyczny dla produkcji seryjnej i masowej. Badania prototypu i jego elementów składowych przeprowadza się w warunkach maksymalnie zbliżonych do warunków produkcyjnych i eksploatacyjnych. Prototypy wirtualne tworzone dzięki programom komputerowym umożliwiają wprowadzenie zmian i poprawek bez konieczności budowy kolejnego prototypu.

## Prototypowanie
Prototypowanie – proces budowy prototypu. Często jest bardzo kosztowny, ponieważ urządzenie wykonywane jest w skali jednostkowej. Budowa prototypów wymaga wyszkolonej kadry i odpowiednich uniwersalnych maszyn produkcyjnych. Koszty budowy prototypów stanowią sporą część nakładów badawczych koniecznych do zaprojektowania nowego urządzenia. Z tego względu nowym trendem jest zastępowanie kolejnych wersji prototypów, technikami symulacji komputerowej. Jeżeli uda się zbudować wierny rzeczywistości model matematyczny, to obserwacja jego zachowania może pomóc inżynierom w odkryciu ukrytych wad ich projektu. Dużą pomocą jest też grafika komputerowa. Możliwość obserwacji projektowanego urządzenia w rzeczywistości wirtualnej pozwala inżynierom na dostrzeżenie błędów.

## Wdrożenie do produkcji
Jeżeli prototyp spełnia wszystkie wymagania klienta, to rozpoczyna się jego wdrożenie do produkcji. Aby wytworzyć tysiące egzemplarzy dowolnego urządzenia, konieczne jest rozłożenie jego procesu produkcji na szereg etapów. Na tym etapie projektowany jest sam proces produkcji. Często konieczne jest stworzenie specjalnych maszyn przeznaczonych do wykonywania tylko wdrażanego urządzenia. Niektóre elementy prototypu muszą być dostosowane do wymogów technologicznych, związanych z wytwarzaniem produktu na masową skalę.

## Metody wytwarzania prototypów
W ogólnym ujęciu preferowaną metodą wytwarzania prototypu powinna być ta sama metoda, którą zostanie wykonany w późniejszym czasie docelowy wyrób. Nie zawsze jednak jest to możliwe. Jeśli projektant chce wykonać prototyp wyrobu, który będzie tworzony metodą wtrysku do stalowej formy musi posiłkować się innymi sposobami wytwarzania. W takiej sytuacji projektant może wykonać prototyp metodą druku 3D lub frezowania CNC. Należy w takim przypadku przed wyborem technologii wykonania prototypu porównać właściwości mechaniczne materiałów z których wykonanie prototypu jest możliwe. Jeśli projektant zdecyduje się na wykonanie prototypu metodą frezowania CNC musi on pamiętać, że otrzymany detal nie będzie posiadał skurczu materiałowego, który wystąpi podczas masowej produkcji metodą wtrysku. Rozwiązaniem tego problemu jest przeskalowanie komputerowego modelu 3D o wartość skurczu który wystąpi w metodzie wtrysku.

## Cena wykonania prototypu
Prototyp ze swojego założenia jest wyrobem jednostkowym, dlatego jego cena zawsze będzie wyższa od identycznego wyrobu tworzonego seryjnie. Główną przyczyną wyższej ceny prototypu jest fakt, że wymaga on przygotowania całego procesu jego wytworzenia, tak samo jak ma to miejsce przy produkcji seryjnej. Operator musi przygotować oprzyrządowanie stanowiska. Programista tworzy kod pod obrabiarkę CNC. W efekcie czas potrzebny na przygotowania jest podobny do czasu przygotowania produkcji seryjnej. Dodatkowym czynnikiem jest czas wykonania. Prototyp tworzony jest na etapie projektowania nowego wyrobu i projektant nie ma możliwości zlecenia jego wykonania z długim terminem realizacji, a to zdecydowanie podwyższa koszt wykonania.